# Bulbul (Band)
Bulbul ist eine 1996 gegründete Noise-Rock-Band aus Wien. Sie wurde 1996, ursprünglich als experimentelles Ein-Mann-Projekt, von Manfred Engelmayr in Wels gegründet. Die heute dreiköpfige Band spielt eine Synthese aus Rock, Dance, Experiment und Elektronik. Alle Bandmitglieder sind in zahlreichen anderen Formationen aktiv (Broken Heart Collector, Fuckhead, Quehenberger/Kern).

## Diskografie
- 1997: Bulbul (CD, Trost Records)
- 1998: Bulbul (LP/CD, Trost Records)
- 2000: Bulbul (LP/CD, Trost Records)
- 2003: Bulbul (LP/CD, Trost Records)
- 2005: Bulbul (LP/CD, Rasputin Records)
- 2005: Drabule (12″ EP, Mego)
- 2006: BlllBlll (LP/CD, Imvated)
- 2008: Album#6!$* (LP/CD, Rock Is Hell Records / Exile on Mainstream Records)
- 2013: Wuk Out of Orbit (7" Single, Rock Is Hell Records)
- 2014: Hirn Fein Hacken (DoLP/CD, Rock Is Hell Records / Exile on Mainstream Records)
- 2016: Hilfreich seit 1996 (10x7", Rock Is Hell Records)
- 2020: Kodak Dream (Siluh Records)
- 2022: It’s Like the Earth Is Angry (Rock Is Hell Records)
- 2023: Silence (Rock Is Hell Records)

## Auszeichnungen
- 2025: Preis der Stadt Wien für Musik[1]